# Kubatov-lista
Kubatov-listának egy választói adatbázist neveznek, amelyet a Fidesz hozott létre a 2000-es években. A lista névadója a közbeszédben Kubatov Gábor Fidesz-kampányfőnök, pártigazgató, alelnök, akinek a feltételezések szerint meghatározó szerepe lehetett annak kialakításában.
A lista léte nem vitatott, a Fidesz szerint legális adatbázisról van szó. A lista tartalmának és építésének jogszerűsége azonban vitatott. A bírálók szerint ugyanis nem csak a pártot támogatók, az adatgyűjtésbe beleegyezettek adatait tartalmazza, ezen kívül a néven és elérhetőségi adatokon kívül egyes esetekben olyan információkat is tartalmaz, mint a pártszimpátia, a szavazási hajlandóság, kapcsolattartási adatok és más jellegű adatok.

## Története

### Hangfelvételek
A lista léte már 2007-ben felmerült, amikor a Magyar Rádió Krónika című műsorában egy birtokukba került dokumentum alapján arról beszéltek, hogy a Fidesz aktivistái listával járnak házról házra, és az aláírásgyűjtés mellett adatbázist is építenek a választókról. A műsorban említést tettek arról is, hogy különféle rövidítésekkel a választók vélt politikai véleményét is rögzítették. Tarlós István a párt népszavazási kampányvezetőjeként ekkor úgy nyilatkozott, hogy „nem láttam olyan listát, amelyen a választópolgárok megjelölve szerepelnének,” a hírt pedig a Szabad Demokraták Szövetsége (SZDSZ) által keltett hisztériának nevezte. Horn Gábor, az SZDSZ ügyvivője szerint az adatgyűjtés aggályos volt, az adatvédelmi biztos viszont felhívta a figyelmet rá, hogy egy párt a saját szimpatizánsairól jogszerűen tarthat nyilvántartást, és hogy ilyen adatbázisa más pártoknak, köztük az MSZP-nek és az SZDSZ-nek is van.
2010. április 7-én a Kuruc.info szélsőséges hírportál közzétett egy háromperces hangfelvételt, amelyen a portál állítása szerint Kubatov Gábor, a Fidesz ekkori kampányfőnöke hangja hallható. Az Index.hu szerint a felvétel 2009. szeptember 1-én, a Fidesz fiataloknak szóló, „Polgári kormányzás 2.0” című balatonszárszói nyári egyetemén készülhetett.
A felvételen arról esik szó, hogy a Fidesz kampányának támogatására lista készült, amely a pécsi körzet választóinak személyes adatait rögzíti egy újfajta, nehezen hozzáférhető informatikai rendszerben. A hangfelvétel szerint „[mind a 36500 szavazót] személyesen ismerték”, ami azt jelenti, hogy a név mellett a pártszimpátiát és egyéb személyes jellemzőket is rögzítettek (esetenként életkort, politikai véleményt, telefonszámot, e-mail címet). A rendszer biztonságát az szavatolja, hogy központilag nyilvántartják azt is, hogy az adatokhoz ki fért hozzá. A felvételről kiderül, hogy a listát az időközi pécsi önkormányzati választáson is bevetették a fideszes Páva Zsolt támogatására.
Az MSZP a felvétel alapján feljelentést tett, mert véleményük szerint az adatok egy része jogsértő módon szerepel az adatbázisban. Emellett az Újkorcsoport nevű civil szervezet az adatvédelmi ombudsmanhoz és a Fővárosi Főügyészséghez fordult, szerintük ugyanis a felvétel hitelessége esetén választási visszaélés is történhetett. A Fidesz az akció mögött a Jobbik és az MSZP közös lejáratókampányát sejtette.
Április 8-án egy videómegosztón megjelent egy „ellenvideó” amely az MSZP hasonló online adatbázisának működését mutatja be.
Ugyanaznap a Kuruc.info újabb hangfelvételt tett közzé, amelyen a portál szerint szintén Kubatov beszél, előadása pedig a pécsi választások alatt, az MSZP lejáratása céljából elkövetett kampánycsendsértésekre is kitér. A Kubatov által ismertetett tevékenység eredményét jellemzi, hogy a választások után közel 30, az MSZP ellen benyújtott panaszt vizsgált a helyi választási bizottság, amelyből 8-at megalapozottnak talált. Bár a lejáratással kapcsolatban Kubatov a Fideszt nem nevesíti, mint végrehajtó, azonban beszédében utal rá, hogy „ezekre a dolgokra kell törekedni”. Dr. Jóri András adatvédelmi biztos hivatalból vizsgálatot indított az ügyben (többek szerint ennek a vizsgálatnak a következménye volt az, hogy a Fidesz a választások után megszüntette az adatvédelmi biztosi intézményt és EU-jogot sértve létrehozta a  Péterfalvi Attila vezette NAIH-ot). Az OVB szerint több jogszabályt is megsértett a Fidesz a választók adatainak gyűjtésével, ezért hivatalból eljárást indított az ügyben.

### Kiszivárgott videó
2012. december 16-án megjelent egy videó, amelyet Gery Greyhound álnéven Tomanovics Gergely készített a 2009-es pécsi választáson dolgozó aktivisták tevékenységéről. A Kubatov-lista gyakorlati alkalmazását is taglaló felvételen a kampányigazgató aktivistáknak szóló utasításai hallhatók. Elhangzik, hogy milyen módszereket várnak el a választók pártszimpátia szerinti csoportosítására, illetve hogy milyen módon kell az aktivistának elérnie, hogy minél több Fidesz-szimpatizáns menjen el a választás napján szavazni. A felvétel szerint ez a mozgósítás a kampánycsend ideje alatt is zajlott.
A videó miatt a Jobbik feljelentést tett, a rendőrség pedig vizsgálatot indított, mert szerintük a felvétel tanúsága alapján a  Btk. 211. §-ába ütköző, választás rendje elleni bűncselekmény bűntettének megalapozott gyanúja áll fenn. Az Együtt 2014 és a Bajnai Gordon-féle Haza és Haladás Egyesület az adatvédelmi hatósághoz fordult, amelyet Péterfalvi Attila, a Nemzeti Adatvédelmi és Információszabadság Hatóság (NAIH) elnöke elutasított, hivatkozva a korábbi felvétel után lefolytatott vizsgálatokra.

### Adatgyűjtő ívek
A Hír TV-n 2018-ban jelent meg egy állítólag 2014-ben készült választói lista, amelyet kapcsolatba hoztak a Kubatov-listával. A közzétett dokumentumrészleten Sopronban és környékén olyan embereket listázott, akik sok emberrel állnak kapcsolatban, vagy pártpolitikai szimpátia szempontból vélhetően meggyőzhetők. Így a listán a név és kapcsolattartási adatok mellett esetenként feltüntették, hogy az illető milyen eséllyel nyerhető meg „suttogó támogatásra”, munkája során kire hathat (pl. idősek otthonában dolgozó az idősekre, pap a hívekre stb.).
2018 februárjában, az országgyűlési választásokat megelőző aláírásgyűjtési időszakban a Fidesz egyes tagjai, köztük maga Orbán Viktor is, támogatói aláírásgyűjtő ívvel látogattak választópolgárokhoz. Az eset azért váltott ki bírálatokat, mert olyan nyomtatványon gyűjtöttek adatokat, amelyeket a választók összetéveszthették a képviselők hivatalos ajánlására szolgáló ajánlóívekkel. A adatlap alján álló felirat szerint az ívet aláírók hozzájárulnak ahhoz, hogy az adatokat a párt „további kapcsolattartás, véleménykérés, választási és egyéb tájékoztatás, adománygyűjtés céljából, az adatkezeléshez tett hozzájáruló nyilatkozat visszavonásáig kezelje”. Az adatgyűjtő ívekre az Origo és a közmédia híradója a beszámolójában ajánlócédulaként hivatkozott.
2019 áprilisában egy Budapest VIII. kerületi, Lujza utcai társasház lakógyűlésén a közös képviselő adatgyűjtő ívet akart aláíratni a lakókkal a Fideszes vezetésű önkormányzat egy munkatársa megbízásából. A lakók az ívet nem írták alá, az esetet pedig az egyik gyűlésen résztvevő elmesélése alapján a hvg.hu írta meg. Szintén ebben a hónapban egy hangfelvételt is közöltek, amelyből az derül ki, hogy önkormányzati üzemeltetésű óvodákban történt aláírásgyűjtés Orbán Viktor bevándorlásellenes programjának támogatására, amelyet több óvodai alkalmazott a kiszolgáltatott helyzete miatt akarata ellenére írt alá.
2019 májusában, az EP-választások előtt Zsigmond Barna Pál, a Fidesz egy újpesti képviselője olyan fényképet tett közzé a Facebookon, amelyen választópolgárokkal beszél telefonon, a fényképen pedig egy lista volt látható, amelyet a 444.hu vonatkozó cikkében a Kubatov-listával azonosítottak. A képviselő később a képet eltávolította az oldalról, majd szerkesztve töltötte fel újra úgy, hogy a lista már nem látható rajta.
2019 októberében a helyi KPSVR.hu híroldal nyomán a 24.hu arról számolt be, hogy a Fidesz aktivistái az önkormányzati választáson is listával járták Érd és Kaposvár utcáit. A beszámolók szerint a listákon betűkódokkal jelölték többek között a felkeresett választópolgárok pártszimpátiáját és választási hajlandóságát, emellett a két lista formailag megegyezik egymással. Az ügyben 2020 januárjában indított eljárást Péterfalvi Attila, a Nemzeti Adatvédelmi és Információszabadság Hatóság vezetője. Hadházy Ákos független képviselő sajtónak eljuttatott levele szerint aggályos, hogy az adatgyűjtésnek nincs kifejezett célja, emellett a kormánypártot nem támogató választók esetén nem feltétlenül igazolható, hogy hozzájárultak az adatgyűjtéshez.

## A lista alkalmazása
A lista létéről, jellemzőiről és szerepéről csak közvetett bizonyítékok és személyes beszámolók állnak rendelkezésre, ezért kevés részlet ismert a tényleges alkalmazásról.
A 444.hu egy 2015-ös cikke szerint a végrehajtásban alapvető szerepe van az aktivistáknak, köztük is a Kubatov Gábor vezette Szabad Európa Csapat nevű szervezetnek, tagjai jellemzően fiatal önkéntesek. A beszámolók szerint a Kubatov-lista alapját legális választói adatbázisok képezik. Az adatokhoz a párt például a választások előtti aláírásgyűjtések során jut hozzá, amikor az ajánlóívek mellett támogatói íveket is aláíratnak, amelyeken szerepel a reklámcélú felhasználás elfogadására vonatkozó nyilatkozat. Ezen ívek a támogatók nevét és elérhetőségeit tartalmazzák. 
A 444-en közölt cikkben megszólaló, a gyűjtésben korábban részt vevő egykori aktivista arról számolt be, hogy 2013 őszén a kormányprogram támogatására hivatkozva lakásról lakásra kellett látogatniuk, és ekkor a vélt pártszimpátiát is feljegyezték, illetve az aláírást megtagadókról is feljegyzést kellett készíteni.
A portál információi szerint a listát a 2018-as választási kampányban is alkalmazták, ami például a szimpatizánsok választás napján történő megkeresésére, választásra való biztatásra terjedt ki. A híroldalon közölt lista a korábbiakhoz képest annyiban különbözött, hogy már a választópolgár legutóbbi felkeresésének időpontját is rögzítette, emellett kitért arra is, hogy milyen eséllyel lehet a listán szereplő személyektől támogató szavazatot kapni.
A 24.hu 2019. októberi cikke szerint a választópolgárokkal kapcsolatban az alábbi betűjelzéseket alkalmazzák a listát kitöltő aktivisták: T (támogat), E (elutasít), B (bizonytalan), N (nincs otthon), R (rossz cím), G (egyéb), M (mozgássérült), H (elhunyt), K (elköltözött).

## Reakciók
A párt közleményeiben többször a rivális pártok lejáratásának nevezte a Kubatov-listával kapcsolatos híreket. Orbán Viktor szerint a Kubatov-felvételen hallhatók legális adatbázis építésére vonatkoznak, ugyanakkor a kampányfőnök stílusára vonatkozólag úgy nyilatkozott, hogy „egy kormányzásra készülő párt érzésvilágát, gesztusait és a lelkét is az alázatnak és a tiszteletnek kell áthatnia” amelyeket nem érez az előkerült hangfelvételen. Kósa Lajos szerint a Fidesz szabályosan élt a választói névjegyzék megvásárlásának lehetőségével.
Az MSZP nevében Lendvai Ildikó az adatgyűjtést a nemzet megosztásának haditerveként említette, emellett 2010 április 8-án bejelentést tettek a Központi Nyomozó Főügyészségen a választás rendje elleni bűncselekmény és személyes adatokkal való visszaélés miatt.
A Jobbik részéről Szabó Gábor nyilatkozott, aki az ügy súlyosságát az őszödi beszédéhez hasonlítva felszólította a Fideszt a kellő magyarázatra. Véleményük szerint ha a felvétel valódi, az felveti a gyanúját, hogy szervezett, az országos elnökség tudtával végrehajtott, súlyos bűncselekményekről van szó.
Az MDF-es Kerék-Bárczy Szabolcs szerint pártja a hangfelvétel igazságügyi hangszakértő általi vizsgálatát javasolja, emellett megjegyzi, hogy ha a felvételen elhangzottak igazak, az a demokráciát is veszélyezteti.
Az LMP ügyészségi nyomozást sürgetett, és a polgárok megfigyelésének veszélyeire figyelmeztetett.